# Nicocles argentatus
Nicocles argentatus är en tvåvingeart som beskrevs av Daniel William Coquillett 1893. Nicocles argentatus ingår i släktet Nicocles och familjen rovflugor.
Artens utbredningsområde är Kalifornien. Inga underarter finns listade i Catalogue of Life.